# Italiensk vallmo
Italiensk vallmo (Papaver apulum) är en vallmoväxtart som beskrevs av Michele Tenore. Enligt Catalogue of Life ingår Italiensk vallmo i släktet vallmor och familjen vallmoväxter, men enligt Dyntaxa är tillhörigheten istället släktet vallmor och familjen vallmoväxter. Arten förekommer tillfälligt i Sverige, men reproducerar sig inte. Inga underarter finns listade i Catalogue of Life.